# 74億分の1の君へ
「74億分の1の君へ」（ななじゅうよんおくぶんのいちのきみへ）は、日本の女性アイドルグループ・HKT48の楽曲。作詞は秋元康、作曲は斉門が担当した。2016年4月13日に、HKT48の7作目のシングルとしてユニバーサル ミュージック（EMI RECORDS）から発売された。楽曲のセンターポジションは兒玉遥が務めた。

## 背景とリリース
前作「しぇからしか!」から約5か月ぶりのシングル。Type-A、Type-B、Type-C、劇場盤の4形態。「74億分の1の君へ」は2016年3月30日にマリンメッセ福岡で行われた春のライブツアー『サシコ・ド・ソレイユ 2016』で初披露された。
選抜メンバーおよびセンターポジションは2016年2月28日、マリンメッセ福岡で行われた「しぇからしか! 発売記念 全国握手会」イベント中に発表された。初選抜メンバーは田中菜津美、松岡はなの2名。前作シングル「しぇからしか!」選抜メンバーとの比較では、1stシングル「スキ!スキ!スキップ!」から全てのシングルで選抜メンバー入りしていた本村碧唯のほか、山下エミリーが本作では選抜メンバーから外れた。
発売翌日の4月14日に熊本地震が発生し、急遽本作の売上の一部は熊本地震の義援金に寄付されることとなった。

## 音楽性と批評
表題曲「74億分の1の君へ」は、HKT48としては初のウエディングソングである。
Type-Bに収録された、プラチナガールズの楽曲「HKT城、今、動く」はHKT48の劇場移転をテーマとした楽曲で、歌詞には新劇場である西鉄ホールの所在地「天神」が使用されている。

### アインシュタインよりディアナ・アグロン
Type-Cに収録された、なこみく&めるみおの楽曲「アインシュタインよりディアナ・アグロン」については、その歌詞をめぐってインターネット上で批判がある。その内容は、曲の主人公が「女の子」にとって大切なことは「可愛い」ことで、メイクの技術や肌の美しさこそが最も重要であるから、勉強して知性を磨くことなど必要なく「頭からっぽ」の「バカでいい」と表明するもので、女性に対する偏見との指摘が起こった。またこの表現に、可愛いものの象徴として、アメリカのテレビドラマシリーズ『Glee/グリー』およびその登場人物クイン・ファブレー（Quinn Fabray）役の女優ディアナ・アグロンを持ち出した件は、実際のドラマ上では美しいが決して知性に欠けるキャラクターではない彼女を反知性の象徴にしたことに対し、同ドラマのファンから批判を受けた。
コラムニストの勝部元気はハフィントン・ポストで同様の指摘をし、この歌詞の時代錯誤なメッセージは女性から力を取り上げようとする女性差別温存の常套手段として用いられてきたもので、そのような歌詞が21世紀にもなってトップアイドルから発信され、クールジャパンの代表ともてはやされることは「異常事態」であると述べた。またこういった指摘に対し「所詮サブカルチャー」「批判するほうがおかしい」と容認する意見に対しても、解決するべき差別の現状肯定であり、日本にメインストリームの差別的カルチャーに対抗して女性への自立を訴えることができるスターやオピニオンリーダーがいない現状では「ガラパゴスセクシズム」にすぎず間違いであると論じた。また、この問題は、2016年5月18日付の毎日新聞でも報じられた。
精神保健福祉士及び社会福祉士の斉藤章佳は自身の著書内でこの楽曲の歌詞を取り上げており、「21世紀にもなってまだこうした価値観が堂々とメディアを通して拡散されることに驚きつつ、男尊女卑依存症社会ではこうしたことが起きるのも当然だという思いもある」「（本楽曲は）女性アイドルが歌っているが、これは明らかに男性側が固執している価値観である」「女性はかわいく、未熟で、自分たちより劣っている…つまり男性のアイデンティティを脅かさない存在でいてほしい、いえ、いるべきだという強いメッセージを、男性も女性もこうして人生の早いうちから刷り込まれる」「日本社会では男性が成熟した女性と対等に関係を築くのを苦手としていることの表れであるように見える」などと論じている。
ジェンダー論を専門とする恵泉女学園大学学長の大日向雅美は、講義を終えて帰ろうとしたところを待ち受けた一人の女子学生により同曲の存在を知り、その瞬間を「目が点になりそうでした」と自身の公式ブログで述べている。100年余り前、ノルウェーで、女の子は男の子に比べて能力が劣っているという理由から、教科書に「女の子は解かなくてよい」というマークがつけられていたことや、1966年、ベティ・フリーダンが「女性の自立を妨げているのは男性社会ではない。女性自身の心の中に潜む男性への甘えと媚ではないか」と訴えて、全米中に女性解放運動の旋風を巻き起こしたことに言及し、1世紀、半世紀の時の流れが止まったかのような思いにとらわれている間に、先ほどの学生は「先生、私は勉強好きです」という言葉を残し立ち去ったことを明かした。翌週、授業の中で学生たちにこの歌のことを投げかけ、この歌詞をめぐって自由にディスカッションをしてもらい、最後に発表しあう方式で授業を行ったところ「確かにテストの点より瞳の大きさの方が気になったことがあった。高校生の時ですけれど」、「歌っているのは私たちと同世代。でも歌詞は中高生向けでは？」、「これって、作詞家の炎上商法ではないですか？」 などの声が上がり、わずか10分足らずで次々と面白い替え歌ができたという。大日向はそのうちの一つを大学公式ウェブサイト内のブログに掲載した。

## アートワーク
| Type-A 表 | 多田愛佳、兒玉遥、指原莉乃、松岡菜摘、松岡はな、宮脇咲良、森保まどか           |
| Type-B 表 | 穴井千尋、神志那結衣、兒玉遥、坂口理子、指原莉乃、田中菜津美、渕上舞、宮脇咲良 |
| Type-C 表 | 兒玉遥、指原莉乃、田島芽瑠、田中美久、朝長美桜、宮脇咲良、矢吹奈子             |
| 劇場盤 表 | 兒玉遥、指原莉乃、宮脇咲良                                                     |

## チャート成績
「74億分の1の君へ」のシングルCDは、2016年4月25日付のオリコン週間CDシングルランキングで初登場1位を獲得し、女性アーティスト歴代1位記録を持つ「デビューからのシングル連続1位獲得作品数」を7作連続に更新した。初動売上は23万9000枚。

## ミュージック・ビデオ
「74億分の1の君へ」のミュージックビデオは、静岡県富士宮市にある休暇・宿泊施設『ふもとっぱら』で「HKT48 LOVE Fes in FUMOTOPPARA」という架空の野外音楽フェスを舞台に、1000人のエキストラも参加して撮影が行われた。

## メディアでの使用
74億分の1の君へ
- 東京モノレール×HKT48 「やるじゃん!モノレール」CMソング[5]
- 熊本日日新聞社 テレビCMソング[5]

Chain of love
- 映画『尾崎支配人が泣いた夜 DOCUMENTARY of HKT48』主題歌[23]

## シングル収録トラック

### Type-A
| #         | タイトル                           | 作詞      | 作曲      | 編曲           | 時間  |
| --------- | ---------------------------------- | --------- | --------- | -------------- | ----- |
| 1.        | 「74億分の1の君へ」                | 秋元康    | 斉門      | 野中“まさ”雄一 | 4:05  |
| 2.        | 「Chain of love」                  | 秋元康    | 後藤康二  | 生田真心       | 4:12  |
| 3.        | 「タブーの色」(サクラハルカ)       | 秋元康    | 近藤圭一  | 近藤圭一       | 4:45  |
| 4.        | 「74億分の1の君へ (Instrumental)」 |           | 斉門      | 野中“まさ”雄一 | 4:05  |
| 5.        | 「Chain of love (Instrumental)」   |           | 後藤康二  | 生田真心       | 4:12  |
| 6.        | 「タブーの色 (Instrumental)」      |           | 近藤圭一  | 近藤圭一       | 4:44  |
| 合計時間: | 合計時間:                          | 合計時間: | 合計時間: | 合計時間:      | 26:03 |

| #  | タイトル                                      | 作詞 | 作曲・編曲 | 監督     |
| -- | --------------------------------------------- | ---- | ---------- | -------- |
| 1. | 「74億分の1の君へ (Music Video)」             |      |            | 丸山健志 |
| 2. | 「タブーの色 (Music Video)」                  |      |            | 土屋隆俊 |
| 3. | 「日本一スポット ミステリーバスツアー Vol.1」 |      |            |          |

### Type-B
| #         | タイトル                              | 作詞      | 作曲      | 編曲           | 時間  |
| --------- | ------------------------------------- | --------- | --------- | -------------- | ----- |
| 1.        | 「74億分の1の君へ」                   | 秋元康    | 斉門      | 野中“まさ”雄一 | 4:05  |
| 2.        | 「Chain of love」                     | 秋元康    | 後藤康二  | 生田真心       | 4:12  |
| 3.        | 「HKT城、今、動く」(プラチナガールズ) | 秋元康    | 篤永猛彦  | 武藤星児       | 4:49  |
| 4.        | 「74億分の1の君へ (Instrumental)」    |           | 斉門      | 野中“まさ”雄一 | 4:05  |
| 5.        | 「Chain of love (Instrumental)」      |           | 後藤康二  | 生田真心       | 4:12  |
| 6.        | 「HKT城、今、動く (Instrumental)」    |           | 篤永猛彦  | 武藤星児       | 4:48  |
| 合計時間: | 合計時間:                             | 合計時間: | 合計時間: | 合計時間:      | 26:11 |

| #  | タイトル                                      | 作詞 | 作曲・編曲 | 監督                 |
| -- | --------------------------------------------- | ---- | ---------- | -------------------- |
| 1. | 「74億分の1の君へ(Music Video)」              |      |            | 丸山健志             |
| 2. | 「HKT城、今、動く(Music Video)」              |      |            | 戸塚富士丸、土屋隆俊 |
| 3. | 「日本一スポット ミステリーバスツアー Vol.2」 |      |            |                      |

### Type-C
| #         | タイトル                                                        | 作詞      | 作曲      | 編曲           | 時間  |
| --------- | --------------------------------------------------------------- | --------- | --------- | -------------- | ----- |
| 1.        | 「74億分の1の君へ」                                             | 秋元康    | 斉門      | 野中“まさ”雄一 | 4:05  |
| 2.        | 「Chain of love」                                               | 秋元康    | 後藤康二  | 生田真心       | 4:12  |
| 3.        | 「アインシュタインよりディアナ・アグロン」(なこみく & めるみお) | 秋元康    | FIREWORKS | FIREWORKS      | 4:34  |
| 4.        | 「74億分の1の君へ (Instrumental)」                              |           | 斉門      | 野中“まさ”雄一 | 4:05  |
| 5.        | 「Chain of love (Instrumental)」                                |           | 後藤康二  | 生田真心       | 4:12  |
| 6.        | 「アインシュタインよりディアナ・アグロン (Instrumental)」       |           | FIREWORKS | FIREWORKS      | 4:33  |
| 合計時間: | 合計時間:                                                       | 合計時間: | 合計時間: | 合計時間:      | 25:41 |

| #  | タイトル                                                | 作詞 | 作曲・編曲 | 監督     |
| -- | ------------------------------------------------------- | ---- | ---------- | -------- |
| 1. | 「74億分の1の君へ(Music Video)」                        |      |            | 丸山健志 |
| 2. | 「アインシュタインよりディアナ・アグロン(Music Video)」 |      |            | 中村太洸 |
| 3. | 「日本一熱いガチンコ サバイバルゲーム」                 |      |            |          |

### 劇場盤
| #         | タイトル                                             | 作詞      | 作曲           | 編曲           | 時間  |
| --------- | ---------------------------------------------------- | --------- | -------------- | -------------- | ----- |
| 1.        | 「74億分の1の君へ」                                  | 秋元康    | 斉門           | 野中“まさ”雄一 | 4:05  |
| 2.        | 「Chain of love」                                    | 秋元康    | 後藤康二       | 生田真心       | 4:12  |
| 3.        | 「図々しさを貸してちょうだい」(ダイヤモンドガールズ) | 秋元康    | フジノタカフミ | 若田部誠       | 4:23  |
| 4.        | 「74億分の1の君へ (Instrumental)」                   |           | 斉門           | 野中“まさ”雄一 | 4:05  |
| 5.        | 「Chain of love (Instrumental)」                     |           | 後藤康二       | 生田真心       | 4:12  |
| 6.        | 「図々しさを貸してちょうだい (Instrumental)」        |           | フジノタカフミ | 若田部誠       | 4:21  |
| 合計時間: | 合計時間:                                            | 合計時間: | 合計時間:      | 合計時間:      | 25:18 |

## 選抜メンバー
- 穴井千尋
- 多田愛佳
- 神志那結衣
- 兒玉遥
- 坂口理子
- 指原莉乃
- 田島芽瑠
- 田中菜津美
- 田中美久
- 朝長美桜
- 渕上舞
- 松岡菜摘
- 松岡はな
- 宮脇咲良
- 森保まどか
- 矢吹奈子